# Jeddeloh II
Jeddeloh II (sprich Jeddeloh zwei) ist ein Ortsteil der niedersächsischen Gemeinde Edewecht im Landkreis Ammerland.

## Lage
Die Bauerschaft Jeddeloh II ist vom Vehnemoor umgeben und liegt am Küstenkanal von Oldenburg nach Dörpen. Im Norden grenzt Jeddeloh II an das ältere Jeddeloh I, im Südwesten an die Gemeinde Bösel (Landkreis Cloppenburg) und im Südosten an die Gemeinde Wardenburg (Landkreis Oldenburg).

## Geschichte
Die Besiedlungsgeschichte von Jeddeloh II ist eng mit der des älteren Jeddeloh I verknüpft, dem es auch lange angehörte. Entscheidend für die Ortsentstehung war die um 1790 einsetzende Gemeinheitsteilung im Land Oldenburg, wodurch alte Gemeinschaftsländereien wie das umgebende Vehnemoor in kleinbäuerlichen Besitz übergingen. In deren Folge entstand das heutige Jeddeloh II als erste Moorkolonie der Gemeinde Edewecht.
1806 war ein erster Ansiedlungsversuch in der Gemeinheit der südlich von Jeddeloh I an der Vehne gelegenen Jeddeloher Wiesen (auch: „Wischen“) gescheitert. 1828 wurde der Plan einer Besiedlung der Jeddeloher Wiesen erneut aufgegriffen und für einen der Antragsteller genehmigt, ein weiterer Interessent siedelte sich ohne Genehmigung an. 1838 waren bereits fünf Moorplacken, z. T. ebenfalls ohne Genehmigung, besiedelt. Als die oldenburgische Landesregierung diese eigenmächtigen Siedlungsaktivitäten wahrnahm, wurde teilweise der Abriss der dort illegal errichteten Gebäude verfügt.
Ein planmäßiger Ausbau der Siedlung erfolgte erst, nachdem Untersuchungen eine Ertragsfähigkeit der Böden festgestellt hatten und der Bau einer Brücke über die Vehne (1843) den Kolonisten das Umladen von Fuhrwerken erübrigte und Schulkindern eine sichere Überquerung der Vehne ermöglichte (erst 1866 wurde für die junge Kolonie eine eigene Schule an der heutigen Wischenstraße erbaut, 1891 wurde ein Feldweg als Schulweg ausgebaut). Die Behörden planten 1844 29 Siedlerstellen entlang des heutigen „Langendamms“, den man auch als Verbindungsweg von Jeddeloh (I) in das jenseits des Vehnemoors liegende Bösel nutzen wollte. 1850 waren 16 Siedler am Langendamm und den Jeddeloher Wiesen gemeldet, 1860 zählte Langendamm elf Wohnhäuser und 71 Einwohner sowie Jeddeloher Wiesen neun Wohnhäuser und 51 Einwohner. 1871 hatten die Kolonie Langendamm 88 und die Kolonie Jeddeloher Wiesen 91 Einwohner.
Prägend für das heutige Ortsbild und die wirtschaftliche Entwicklung ist der 1893 vollendete Hunte-Ems-Kanal, der jedoch den Langendamm durchschnitt. Die mühsamen Arbeiten am Hunte-Ems-Kanal gaben in wirtschaftlich schlechten Zeiten, als zahlreiche Menschen ab- und auswanderten, vielen Jeddelohern rund zehn Jahre willkommene Gelegenheit zum Zuverdienst. In Jeddeloh II befand sich auch eine Kanalschleuse und eine Klapp-Brücke über den Kanal, die die Ortsteile nördlich und südlich des Kanals verband.
1895 wurde Jeddeloh II zur eigenständigen Bauerschaft erhoben und vom alten Jeddeloh I getrennt. Zu dieser Zeit hatten die Ortschaft Langendamm 115 und die Ortschaft Jeddeloher Wiesen 76 Einwohner. Hinzu kam Rüsseldorf südlich der Vehne, das mit dem zu Jeddeloh I gehörigen Rüsseldorf nördlich der Vehne eine Ortschaft bildete, mit 25 Einwohnern.
Im Verlauf der notwendigen Erweiterung des Hunte-Ems-Kanals zum Küstenkanal (1922–1935) siedelten sich im Raum Jeddeloh II mehrere Torfwerke an. Unter diesen günstigen wirtschaftlichen Bedingungen wuchs die Bevölkerung bis 1925 auf 485 Einwohner an. 1933 wurde eine Gebietsreform durchgeführt, wodurch Teile des ursprünglichen Jeddeloh II an die Gemeinde Wardenburg fielen (heute: Harbern I). Nach dem Zweiten Weltkrieg schnellte die Bevölkerung durch Zuzug von Flüchtlingen und Vertriebenen auf 618 Einwohner (1950) an. 1974 wurde die Marke von 1000 Einwohnern erreicht, 2009 betrug die Einwohnerzahl 1316 Personen in 533 Haushalten.

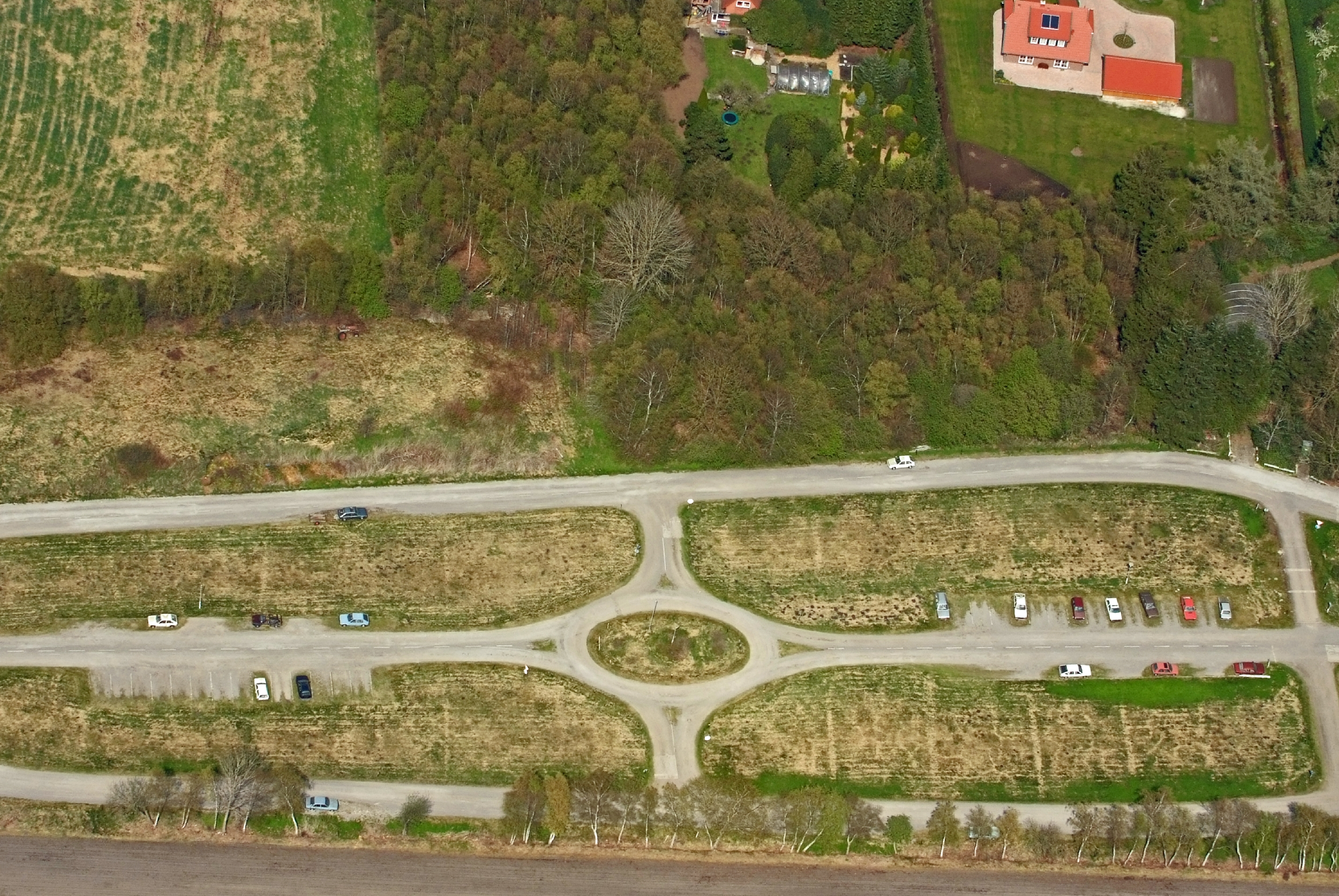
Verkehrsübungsplatz (2013)

## Verkehr
Jeddeloh II ist ein durch die Bundesstraße 401 gut erschlossener Durchgangsort zwischen den Wirtschaftsräumen der Metropolregion Nordwest und den Niederlanden. Als Bundesschifffahrtsstraße durchschneidet der Küstenkanal den Ort, wo sich ein kleiner Industriehafen und Anlegemöglichkeiten für Binnenschiffe befinden.

## Wirtschaft
Bedeutende in Jeddeloh II ansässige Unternehmen sind der Maschinen- und Anlagenbauer BACKHUS Eggersmann Group als Weltmarktführer von Umsetztechnik für Kompostierung sowie die ESB Bau Sulijc GmbH, die seit 1964 am Stichhafen von Jeddeloh II Stahlbetonfertigteile für Industrie, Infrastruktur und Wohnungsbau produziert. Die Firma „Poppen Gewächshaus GmbH“ ist seit über 25 Jahren in Jeddeloh II ansässig. Sie produziert und vertreibt verschiedene Formen und Größen von Gewächshäusern.

## Städtepartnerschaften
Seit 1991 besteht eine Partnerschaft zum brandenburgischen Breddin.

## Sport
Der SSV Jeddeloh ist der Sportverein von Jeddeloh II. Mit rund 700 Mitgliedern ist er einer der größten Vereine des Ammerlands. Heute wird in zehn Sparten Sport getrieben. Die 1. Fußballmannschaft der Männer schaffte 2012 den Aufstieg in die Oberliga Niedersachsen, im Jahr 2017 gelang der Aufstieg in die vierthöchste Spielklasse Deutschlands, die Regionalliga Nord. Im April 2018 qualifizierte sich der Verein durch den Halbfinalsieg im NFV-Pokal gegen Arminia Hannover erstmals für den DFB-Pokal. Das Spiel der 1. Hauptrunde gegen den 1. FC Heidenheim wurde mit 2:5 verloren.